# Nactus coindemirensis
Nactus coindemirensis är en ödleart som beskrevs av  Arthur Allman Bullock ARNOLD och BLOXAM 1985. Nactus coindemirensis ingår i släktet Nactus och familjen geckoödlor. IUCN kategoriserar arten globalt som sårbar. Inga underarter finns listade i Catalogue of Life.